# Тиндаль, Джон
Джон Ти́ндаль (англ. John Tyndall; 2 августа 1820, Лайлин-Бридж, Ирландия — 4 декабря 1893, Хайнд-Хед, Суррей) — английский физик, член Лондонского королевского общества (1852), публичный интеллектуал.

## Биография
По окончании средней школы (1839) работал топографом-геодезистом в военных организациях (1840—1843) и на строительстве железных дорог (1844—1847). Одновременно окончил (1844) Механический институт в Престоне.
В 1847—1848 и 1851—1853 гг. преподавал в Куинвуд-колледже (Хэмпшир). В 1848—1851 гг. слушал лекции в Марбургском и Берлинском университетах.
В 1853 году учёный был награждён Королевской медалью Лондонского королевского общества и с того же года занял место профессора Королевского института в Лондоне (с 1867 — директор).
В 1887 он покинул пост по состоянию здоровья.
Джон Тиндаль умер 4 декабря 1893 года в Хайнд-Хеде.

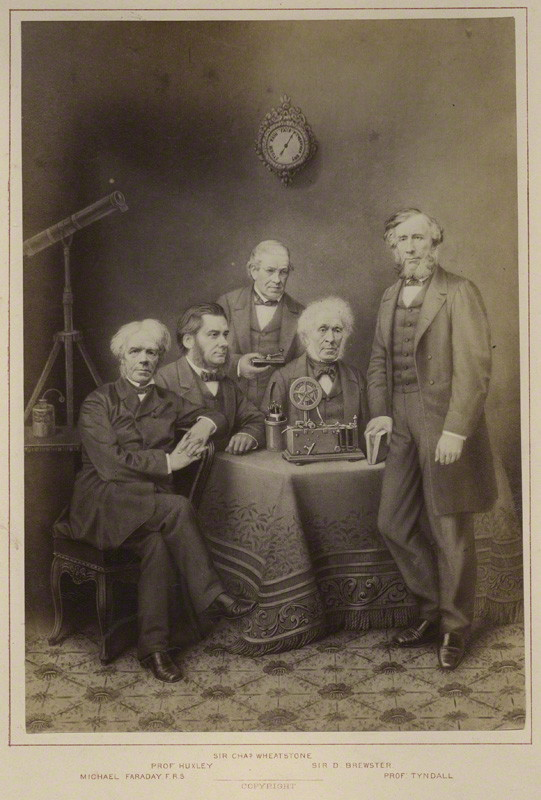
Джон Тиндаль (крайний справа)

## Научная деятельность
Основные труды по магнетизму, акустике, поглощению теплового излучения газами и парами, рассеянию света в мутных средах (см. эффект Тиндаля). Изучал строение и движение ледников в Альпах. В его честь назван ледник Тиндаль в национальном парке Торрес-дель-Пайне в Чили.
Автор научно-популярных книг, переведённых на многие языки. Тиндаль был сотрудником Фарадея, которому он посвятил книгу «Фарадей как исследователь» (1868).
Предложил способ стерилизации методом дробной пастеризации, впоследствии названный тиндализация.

### Сочинения
- Теплота, рассматриваемая, как род движения = Heat, a mode of motion / Пер. с англ. под ред. и с прим. А.П. Шимкова. — 1 изд. — СПб.: Е.С. Баллина, 1864. (2 изд. — М. — 1888.)
- Альпийские ледники (Glaciers of the Alps) / Перевод С. Рачинского. Москва: А. И. Глазунов, 1866.
- Фарадей и его открытия. — СПб., 1871.
- Формы воды в виде облаков, рек, льда и ледников. — СПб., 1876.
- Свет. Шесть лекций. — СПб., 1877.
- Лекции об электричестве. — 3 изд. — СПб., 1885.

## Память
В 1970 г. Международный астрономический союз присвоил имя Тиндаля кратеру на обратной стороне Луны.
Константин Левин в «Анне Карениной» Льва Толстого читает труды Тиндаля о теплоте.